# 哈尔基宗
哈尔基宗（希臘語：Χαλκηδόνα），是希腊中马其顿大区塞萨洛尼基专区的市镇，行政中心为库法利亚镇。市镇面积为391.4平方公里，2021年人口数量为30,030人。
现今范围的市镇设立于2011年地方政府改革中，由原3个市镇（聖阿薩納西奧斯、哈尔基宗、库法利亚）合并而成，原市镇则成为此市镇的3个市区。哈尔基宗市区（即原哈尔基宗市镇）的面积为130.0平方公里，2021年人口数量为7,542人。